# Ryan France
Ryan France (ur. 13 grudnia 1980 w Sheffield) – angielski piłkarz grający na pozycji pomocnika w Sheffield United.
France karierę zaczynał w Sheffield Wednesday. Od 2003 roku był zawodnikiem Hull City. Swój pierwszy mecz w barwach Tygrysów rozegrał 27 września 2003 roku przeciwko Kidderminster Harriers. W tym meczu strzelił również swojego pierwszego gola dla Hull. Od czerwca 2009 roku gra w Sheffield United.